# 정보화 역기능
정보화 역기능(Negative Effect of Informatization)은 컴퓨터 및 인터넷 등 정보통신기술의 활용에 따라 발생할 수 있는 부작용을 통칭하는 개념이다.
정보화 역기능은 컴퓨터를 통한 각종 비도덕적 행위에서부터 학생들의 시력 저하, 인터넷 중독 등의 문제를 광범위하게 포괄한다. 불건전 정보(음란∙폭력성 정보)의 유통, 허위정보 유포, 사생활 침해, 사이버성폭력, 지적 재산권 침해, 언어폭력 및 훼손 , 채팅방을 통한 불건전한 교제, 정보시스템 불법 침입∙파괴, 사이버중독(게임중독, 채팅중독 등), 소득에 따른 계층 간 정보격차의 확대, 국가 간 경계 약화로 인한 무한 경쟁 체제 돌입, 형식적·수단적인 인간관계의 증가 등이 정보화의 역기능의 대표적 사례들이다.